# William Michael Harnett
William Michael Harnett (ur. 10 sierpnia 1848 w Clonakilty, zm. 29 października 1892 w Nowym Jorku) – amerykański malarz realista pochodzenia irlandzkiego, przedstawiciel malarstwa iluzjonistycznego.
Urodził się w Clonakilty w irlandzkim hrabstwie Cork w czasie wielkiej klęski głodu. Wkrótce po jego urodzeniu rodzina wyemigrowała do Ameryki i osiadła w Filadelfii. W młodości zdobył zawód grawera, pracował przez kilka lat wykonując srebrną biżuterię, co umożliwiło mu zdobycie wykształcenia. Studiował w Cooper Union i National Academy of Design w Nowym Jorku w latach 1869-1875 i w Filadelfii w Pennsylvania Academy of the Fine Arts od 1876 do 1878. W 1880 artysta wyjechał do Europy, odwiedzając Londyn i Frankfurt przed osiedleniem się w Monachium, gdzie mieszkał w latach 1881-1885. Na kilka miesięcy przed powrotem do Nowego Jorku w 1886 zatrzymał się w Paryżu. Zmarł przedwcześnie w Nowym Jorku w 1892, chorował na reumatyzm.
Harnett był niemal wyłącznie malarzem martwych natur, między innymi Martwa natura z imbirowym słojem. Szczególną biegłość uzyskał w trompe l'oeil, sposobie malowania wywołującym złudzenie, iż perspektywa obrazu albo przedstawiane przedmioty są rzeczywiste. Jako rekwizytów artysta używał przedmiotów codziennego użytku, części garderoby, gazet, instrumentów muzycznych i broni. Złudzenie było tak wielkie, że oglądający obrazy starali się powiesić ubranie na namalowanym wieszaku lub zabrać pozornie przyklejony banknot. Do najpopularniejszych dzieł malarza należy seria czterech obrazów Po polowaniu (After the Hunt). Przedstawione są na nich zawieszone na drzwiach akcesoria myśliwskie i martwe zwierzęta.

## Cykl Po polowaniu (1883-1885)

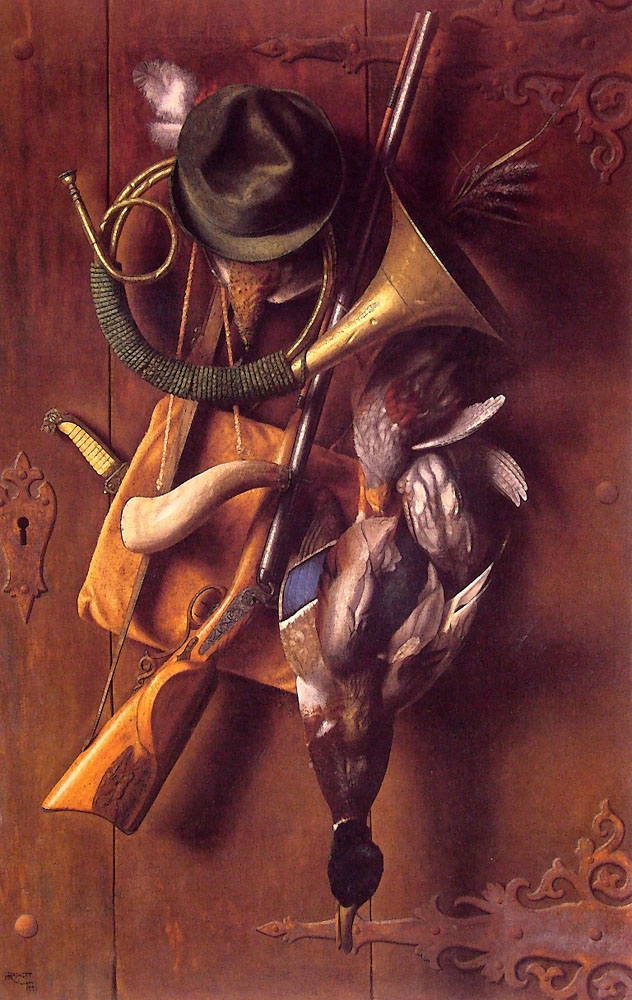
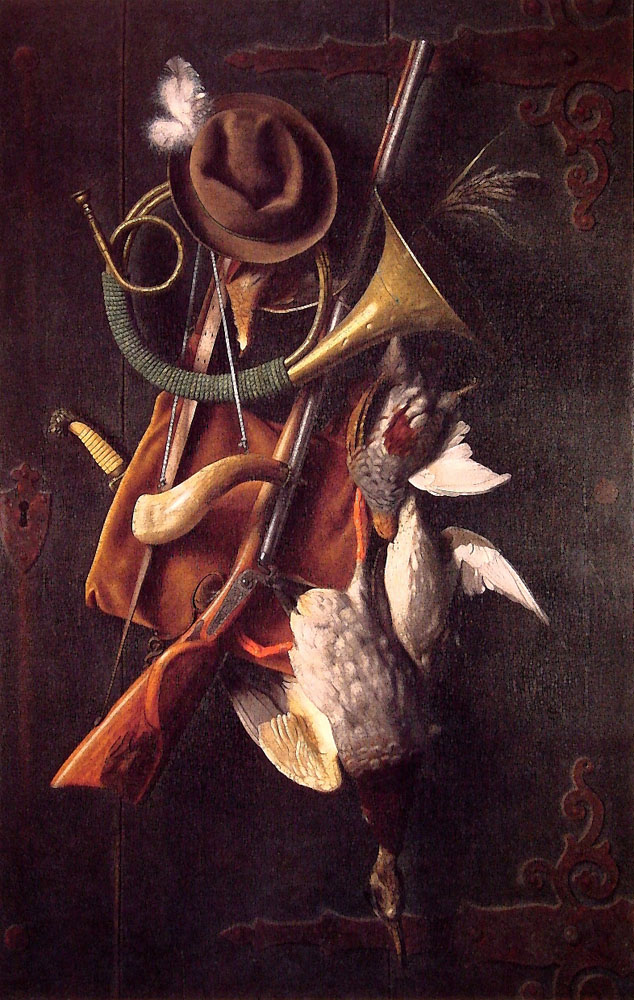
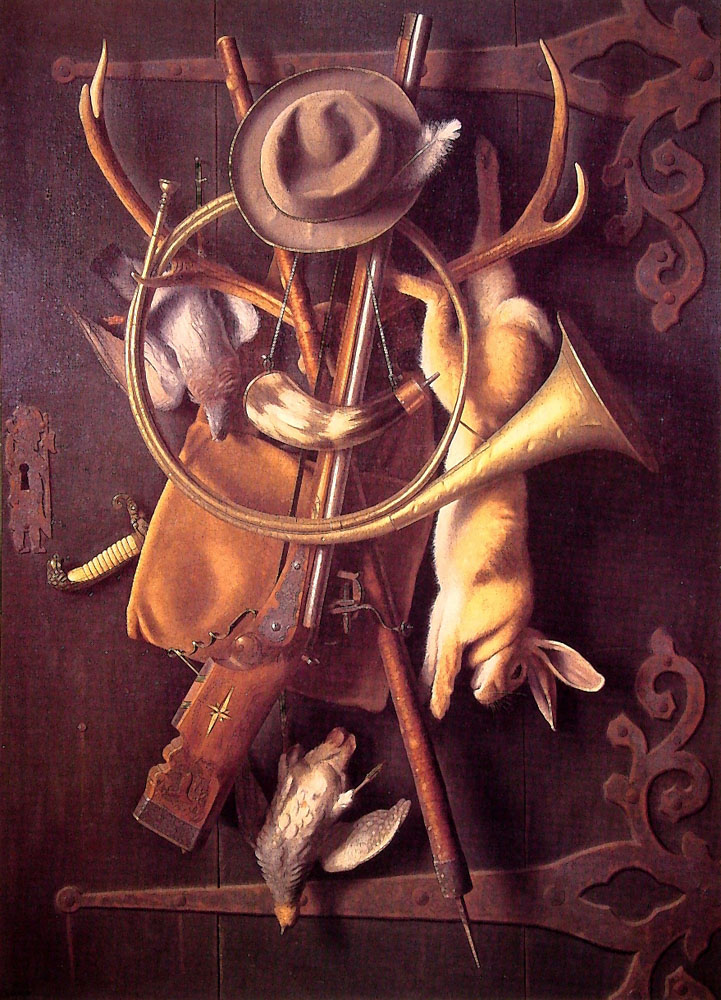
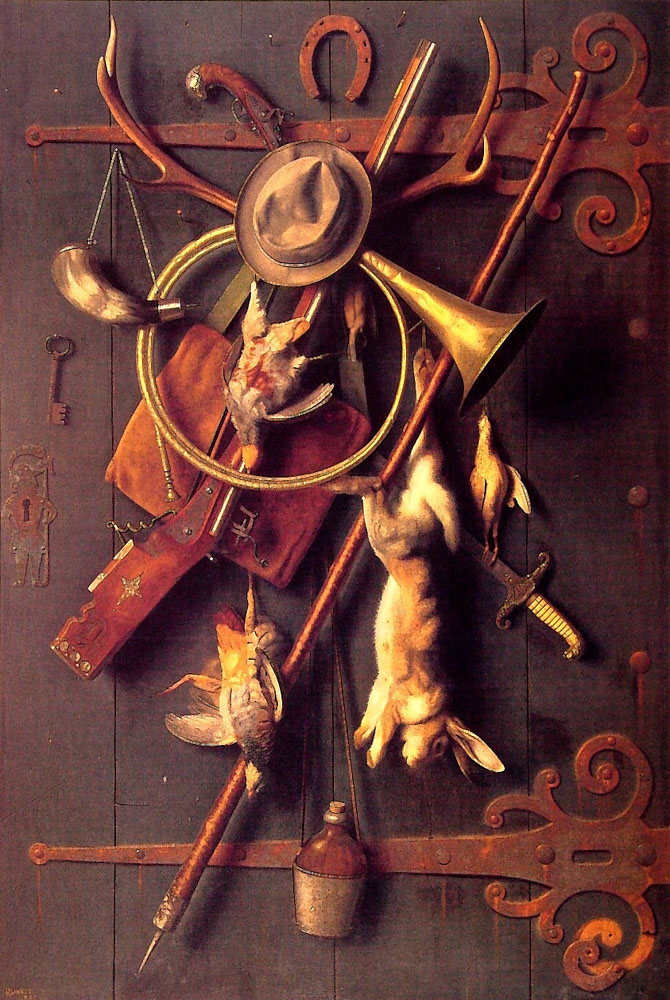

## Literatura dodatkowa
- Frankenstein, Alfred (1970). The Reality of Appearance: The Trompe l'Oeil Tradition in American Painting. Greenwich, Connecticut:New York Graphic Society Ltd. ISBN 0-8212-0357-6.